# مزرعة العلا
العلا  قرية سوريّة تتبع إداريّاً لمحافظة حلب منطقة أعزاز ناحية أخترين، بلغ تعداد سكانها 5000 نسمة حسب التعداد السكاني لعام 2021.